# Дриопа
Дриопа (на гръцки: Δρυόπη) в древногръцката митология е нимфа-дриада. Дъщеря е на тесалийския герой Дриоп.
Според аркадската версия на мита е любима на Хермес и майка от него на Пан (според други, майка му е Пенелопа). Детето се родило с козина, рога и копита. Дриопа се изплашила от вида му и поискала да го убие, но Хермес го занесъл на Олимп, където Пан станал любимец на всички.
По тесалийската версия е любима на Аполон. Неин законен съпруг бил Андремон, с когото имали син – Амфис. Веднъж Дриопа откъснала лотосов цвят без да знае, че той е всъщност нимфа-хамадриада и така я убила. За наказание боговете я превърнали в дърво.